# 小行星4949
小行星4949（4949 Akasofu）是一颗绕太阳运转的小行星，为主小行星带小行星。该小行星于1988年11月19日发现。

## 轨道参数
小行星4949的轨道半长轴为339 998 942 km，2.2727202 UA，离心率为0.168。